# Uri Zwick
Uri Zwick é um cientista da computação e matemático israelense, conhecido por seu trabalho sobre algoritmos de grafos, em particular sobre distâncias em grafos e sobre a técnica de codificação de cores para isomorfismo de subgrafos. Com Howard Karloff dá nome ao algoritmo de Karloff–Zwick para a aproximação do problema MAX-3SAT da satisfatibilidade booliana. Com seus coautores recebeu o Prêmio David P. Robbins de 2011 por seu trabalho sobre o problema de empilhamento de blocos.
Zwick obteve um grau de bacharel no Technion, com um doutorado na Universidade de Tel Aviv em 1989, orientado por Noga Alon. É atualmente professor de ciência da computação na Universidade de Tel Aviv.